# Гордость и предубеждение (фильм, 2005)
«Го́рдость и предубежде́ние» (англ. Pride & Prejudice) — историческая романтическая драма 2005 года, первый полнометражный фильм режиссёра Джо Райта, основанный на одноимённом романе Джейн Остин 1813 года. В фильме рассказывается о пяти сёстрах из английской семьи землевладельцев, которые сталкиваются с проблемами брака, морали и неправильных представлений. Кира Найтли играет Элизабет Беннет, а Мэттью Макфэдьен - мистера Дарси, который влюбляется в неё.
Сценарист Дебора Моггач изначально пыталась сделать свой сценарий максимально приближенным к роману, написав его с точки зрения Элизабет, сохранив при этом большую часть оригинальных диалогов. Райт поощрял большее отклонение от текста, в том числе изменение динамики в семье Беннет. Райт и Моггач перенесли действие фильма в более ранний период и избежали изображения "идеально чистого мира эпохи регентства", представив вместо этого "грязную версию" того времени. Фильм был снят полностью на натуре в Англии в течение 11 недель. Райт столкнулся с трудностями при подборе актёров из-за прошлых выступлений отдельных персонажей. Создателям фильма пришлось искать баланс между тем, кто, по их мнению, лучше всего подходит для каждой роли, и желанием студии найти звезд. Найтли была хорошо известна отчасти благодаря своей роли в серии фильмов Пираты Карибского моря, в то время как имя Макфэдьен не получило международного признания.
Премьера фильма состоялась на кинофестивале в Торонто 11 сентября 2005 года. Фильм, снятый компанией Working Title Films совместно со студией StudioCanal, вышел в прокат 16 сентября 2005 года в Великобритании, 11 ноября 2005 года в США и 18 января 2006 года во Франции. Темы фильма - реализм, романтизм и семья. Фильм был рассчитан на более молодую аудиторию; в рекламных материалах отмечалось, что он был создан продюсерами романтической комедии 2001 года Дневник Бриджит Джонс, прежде чем было объявлено, что он написан по роману Остин. Исследователи Остина высказали мнение, что работа Райта создала новый гибридный жанр, смешав традиционные черты классического кино с «методами кинопроизводства, ориентированными на молодёжь».
Фильм имел успех в прокате, собрав 121,6 миллиона долларов по всему миру при бюджете в 28 миллионов долларов. После выхода на экраны фильм получил положительные отзывы критиков, в том числе в адрес Найтли. Фильм получил 4 номинации на 78-ю премию «Оскар», в том числе за лучшую женскую роль для 20-летней Найтли, что сделало её третьей самой молодой номинанткой на лучшую женскую роль в то время. Фильм получил и другие награды, в том числе премию BAFTA за выдающийся дебют британского сценариста, режиссёра или продюсера Райта.

## Сюжет
В семье мелкопоместного дворянина мистера Беннета пять девиц на выданье — Джейн, Элизабет (Лиззи), Мэри, Китти и Лидия. Небогатое имение Лонгборн, где они живут, наследуется по мужской линии, и после смерти мистера Беннета достанется дальнему родственнику Коллинзу, который может просто выставить всех женщин за порог. Поэтому миссис Беннет посвящает всё своё время подыскиванию женихов для дочерей.
Неподалёку от Лонгборна, в Незерфилде, поселяется молодой богатый холостяк Чарльз Бингли с сестрой и его друг, мистер Дарси. На местном балу они знакомятся с Беннетами: Бингли, своим добродушием снискавший симпатии всех присутствующих, явно очарован Джейн. Высокомерный Дарси в беседе с Бингли замечает, что Элизабет «вряд ли способна пробудить в нём чувства»; случайно услышавшая это Лиззи обижается, хотя Дарси явно заинтересовывает её. Обстоятельства позволяют Лиззи снова встретиться с Дарси, но их общение превращается в обмен колкостями.
К Беннетам приезжает наследник имения, мистер Коллинз, напыщенный молодой человек, служащий приходским священником у леди Кэтрин де Бёр. Вскоре он делает предложение Лиззи, но получает категорический отказ. Через какое-то время Коллинз делает предложение подруге Лиззи Шарлотте, которая с радостью его принимает. Между тем сёстры знакомятся с привлекательным лейтенантом Уикхемом. Он рассказывает Лиззи, что Дарси вопреки воле покойного отца лишил его положенной доли наследства. Мнение Лиззи о Дарси ещё более ухудшается.
Бингли неожиданно покидает Незерфилд и возвращается в Лондон. Джейн едет в Лондон к родственникам, в надежде на восстановление отношений. Некоторое время спустя Лиззи отправляется в гости к Коллинзам и посещает Розингс, поместье леди Кэтрин, где вновь встречает Дарси. Отношения между ними постепенно становятся менее отчуждёнными. Однако вскоре полковник Фицуильям, друг мистера Дарси, рассказывает Элизабет, что именно Дарси убедил Бингли оставить Джейн, так как посчитал, что её чувства к Бингли несерьёзны. Возвращаясь из церкви в дом Коллинзов, расстроенная Лиззи сталкивается с Дарси. Тот признаётся, что любит девушку, и предлагает руку и сердце. Несмотря на очевидное влечение к Дарси, оскорблённая формой его признания (Дарси говорит, что полюбил Лиззи «вопреки голосу рассудка» и упоминает низкое социальное положение её семьи), девушка грубо отказывает ему, заявив, что «даже если бы он был единственным мужчиной на свете, она никогда не согласилась бы на брак с ним», и обвиняет его в жестокой несправедливости по отношению к Джейн и Чарльзу, а также к Уикхему.
Лиззи получает от Дарси письмо, в котором тот признаёт, что ошибся насчёт Джейн, приняв её застенчивость за безразличие к Бингли. Также он рассказывает правду об Уикхеме, который промотал полученное наследство и, чтобы поправить свои дела, пытался соблазнить младшую сестру Дарси, Джорджиану, наследницу состояния в 30 тысяч фунтов, но сбежал, узнав, что не сможет распоряжаться этими деньгами. Элизабет понимает, что её суждения о Дарси и Уикхеме с самого начала были неверными. Вернувшись в Лонгборн, она узнаёт, что поездка Джейн в Лондон окончилась ничем. Джейн убеждает себя и окружающих, что она в порядке и Бингли не имеет для неё значения.
Во время путешествия по Дербиширу со своими тётей и дядей, мистером и миссис Гардинер, Лиззи посещает Пемберли, поместье Дарси, и снова встречает его. Дарси любезно приглашает их в гости и знакомит Лиззи с Джорджианой. Их общение прерывает известие о побеге самой младшей сестры, 15-летней Лидии, и Уикхема. Семья Беннет в отчаянии, но вскоре приходят добрые вести: мистер Гардинер нашёл сбежавшую пару, и их венчание уже состоялось. Позднее в разговоре с Лиззи Лидия пробалтывается, что нашёл их с Уикхемом, организовал свадьбу и заплатил за это на самом деле мистер Дарси. Лиззи окончательно признаёт, что сильно ошиблась в Дарси.
Бингли и Дарси возвращаются в Незерфилд. Бингли делает Джейн предложение, которое она с радостью принимает. Беннетам наносит визит леди Кэтрин: оказывается, она откуда-то услышала, что Элизабет претендует на брак с Дарси, и якобы даже обручена с ним; сама леди Кэтрин настаивает, чтобы Дарси женился на Анне, её дочери, как они с его родителями планировали. Не стесняясь в презрительных эпитетах в адрес Лиззи и её семьи, она требует, чтобы та отказалась от притязаний на брак с Дарси. Лиззи жёстко обрывает её, отказывается давать обещания и просит уйти. Расстроенная этим визитом, она не может уснуть. Прогуливаясь на рассвете, она встречает Дарси. Он вновь объясняется ей в любви, и Элизабет соглашается выйти за него замуж. Мистер Беннет, с сомнением отнёсшийся к сватовству Дарси, даёт своё благословение, убедившись, что она действительно любит Дарси.

## В ролях
| Актёр             | Роль                  |
| ----------------- | --------------------- |
| Кира Найтли       | Элизабет Беннет       |
| Мэттью Макфэдьен  | мистер Дарси          |
| Талула Райли      | Мэри Беннет           |
| Розамунд Пайк     | Джейн Беннет          |
| Джена Мэлоун      | Лидия Беннет          |
| Кэри Маллиган     | Китти Беннет          |
| Дональд Сазерленд | мистер Беннет         |
| Бренда Блетин     | миссис Беннет         |
| Клоди Блэкли      | Шарлотта Лукас        |
| Том Холландер     | мистер Уильям Коллинз |
| Джуди Денч        | леди Кэтрин де Бёр    |
| Розамунд Стивен   | Анна де Бёр           |
| Саймон Вудс       | мистер Чарльз Бингли  |
| Келли Райлли      | Кэролайн Бингли       |
| Руперт Френд      | мистер Джордж Уикхем  |
| Тамзин Мерчант    | Джорджиана Дарси      |
| Корнелиус Бут     | полковник Фицуильям   |
| Питер Уайт        | мистер Гардинер       |
| Пенелопа Уилтон   | миссис Гардинер       |

## Производство

### Концепция и адаптация
Как и несколько недавних экранизаций произведений Джейн Остин, «Гордость и предубеждение» был англо-американским совместным проектом британской студии Working Title Films (совместно с французской компанией StudioCanal) и её американской материнской компанией Universal Studios. В то время Working Title была известна такими популярными постановками, как Дневник Бриджит Джонс и Реальная любовь, которые привлекали международную аудиторию, а не фильмами в жанре исторической драмы. Её сопредседатель Тим Беван объяснил, что студия хотела «вернуть оригинальную историю Остин, сосредоточившись на Лиззи, во всей её красе на большой экран, чтобы зрители по всему миру могли насладиться ею». Учитывая «относительно недорогой» бюджет в 22 миллиона фунтов стерлингов (28 миллионов долларов США), фильм должен был преуспеть в прокате, особенно на основе коммерческого успеха Ромео + Джульетты (1996) и Влюблённого Шекспира (1998), а также возрождения интереса к произведениям Остин.
После незначительных указаний от студии сценарист Дебора Моггач потратила более двух лет на создание сценария. Она имела единоличное право распоряжаться ранним сценарием и в конечном итоге написала около десяти черновиков. Понимая, что в нем «идеальная трехактная структура», Моггач попыталась быть максимально верной оригинальному роману, назвав его «настолько прекрасно оформленным как история – совершенный роман о двух людях, которые думают, что ненавидят друг друга, но которые на самом деле страстно любят друг друга. Я чувствовала: «Если что-то не сломано, не надо это чинить»». Хотя она не могла воспроизвести «неистово прекрасный диалог» романа в полном объёме, она стремилась сохранить большую его часть.
Первый сценарий Моггач был ближе всего к книге Остин, но более поздние версии вырезали лишние сюжетные линии и персонажей. Моггач изначально писала все сцены с точки зрения Элизабет в соответствии с романом; позже она поставила несколько сцен с мужской точки зрения, например, когда Бингли практикует предложение руки и сердца, чтобы «показать, что Дарси и Бингли близки» и указать, что Дарси был «человеческим существом, а не заносчивым». Были добавлены небольшие детали, которые признавали более широкие события за пределами круга персонажей, например, те, что тогда происходили во Франции. Хотя Моггач является единственным указанным сценаристом, драматург Ли Холл предоставил ранние дополнения.
Режиссёр телевидения Джо Райт был нанят в начале 2004 года в его режиссёрском дебюте в полнометражном фильме. Его посчитали неожиданным выбором для фильма в жанре романтической драмы из-за его прошлой работы с социальным реализмом. Основная часть работ Райта произвела впечатление на продюсеров, которые искали свежий взгляд; они отправили ему сценарий, несмотря на то, что Райт не читал роман. Он прокомментировал, что в то время «я не знал, действительно ли мне было так интересно; я думал, что я немного более мейнстримный, чем это, немного более резкий. Но потом я прочитал сценарий и был удивлен, я был очень тронут им». Затем он прочитал роман, который он назвал «удивительным наблюдением за персонажами, и он действительно казался первым произведением британского реализма. Казалось, что это была правдивая история; в ней было много правды о том, как любить других людей, как преодолевать предрассудки, как понимать то, что отделяет нас от других людей... и тому подобное».
Единственная адаптация «Гордости и предубеждения», которую видел Райт, была постановкой 1940 года, которая была последним разом, когда роман был адаптирован в виде художественного фильма. Режиссёр намеренно не смотрел другие постановки, как из страха непреднамеренно украсть идеи, так и потому, что он хотел быть максимально оригинальным. Однако он посмотрел другие исторические фильмы, включая Разум и чувства Энга Ли, Доводы рассудка Роджера Мичелла и Вдали от обезумевшей толпы Джона Шлезингера. Райт назвал этот последний фильм самым большим влиянием на его собственную адаптацию, назвав его «очень реальным и очень честным — и он также довольно романтичен». Пытаясь создать атмосферу заряженного флирта, режиссёр также черпал вдохновение из подростковых романтических фильмов, таких как Шестнадцать свечей и Клуб «Завтрак».
Райт пришёл, когда Моггач работала над третьим черновиком. Несмотря на свое желание тесно работать с диалогами Остин, Райт постаралась не «относиться к ним слишком почтительно». Я не верю, что тогда люди так говорили; это неестественно». В то время как несколько сцен, таких как обсуждение состоявшихся женщин, были тесно связаны с оригинальным диалогом автора, многие другие «заменили их смесью современных идиом и архаично звучащей структуры предложений». Одно изменение касалось вежливости; Райт отметил, что, хотя в работах Остин персонажи ждали, прежде чем заговорить, он считал, что «особенно в больших семьях девушек все склонны говорить друг над другом, заканчивать предложения друг друга и т. д. Поэтому я чувствовал, что разговоры семьи Беннет будут перекрывать друг друга». Актриса и сценарист Разума и чувств Эмма Томпсон помогала в разработке сценария, хотя она предпочла не быть указанной в титрах. Она посоветовала нервному режиссёру адаптировать Остин для экрана и дала рекомендации по диалогам, например, с частями сюжетной линии Коллинза-Шарлотты.
Ссылаясь на год, когда Остин впервые написала черновик романа, Райт и Моггач изменили обстановку периода с 1813 года (дата публикации романа) на конец восемнадцатого века; это решение было принято отчасти потому, что Райт хотел подчеркнуть различия в Англии, находящейся под влиянием Великой Французской революции, поскольку он был очарован тем, что она «вызвала атмосферу страха среди британской аристократии». Кроме того, Райт выбрал более ранний период, потому что он ненавидел платья с силуэтом ампир, которые были популярны в более поздний период. Это решение помогло сделать фильм визуально отличным от других адаптаций Остин. По сравнению с популярной версией BBC 1995 года, в которой снимались Колин Фёрт и Дженнифер Эль, продюсер Пол Уэбстер хотел сделать адаптацию, которая «не соответствовала бы стереотипам телевизионной драмы об идеально чистом мире эпохи Регентства». Райт и Моггач выбрали «грязную версию» Лонгборна, представив более сельскую обстановку, чем в предыдущих адаптациях из-за желания изобразить Беннетов «в непосредственной близости от их сельской жизни» и подчеркнуть их относительную бедность. Хотя степень бедности подверглась критике со стороны некоторых критиков, Райт считал, что «беспорядок добавляет драматизма затруднительному положению, в котором находилась семья», и помогает противопоставить Беннетов, Дарси и Бингли.

### Подбор актёров
Райт обнаружил, что подбор актёров для фильма был сложным, потому что он был очень разборчив в «типах людей, с которыми [он] хотел работать». Во время собеседования с режиссёром он настаивал, чтобы актёры соответствовали возрасту персонажей в романе. Райт специально отбирал актёров, которые имели взаимопонимание на экране и за его пределами, и настаивал, чтобы они принимали участие в трехнедельных репетициях в импровизационных мастерских. Райту также приходилось балансировать между тем, кто, по его мнению, лучше всего подходит для каждой роли, и тем, чего хотели продюсеры — в основном, привлекать известных людей. Хотя изначально Райт не представлял себе кого-то столь привлекательного, как английская актриса Кира Найтли, на главную роль Элизабет Беннет, он утвердил ее, поняв, что актриса «на самом деле пацанка [и] обладает живым умом и отличным чувством юмора». Найтли в то время была известна по фильмам Играй как Бекхэм и Пираты Карибского моря. Она была поклонницей Остин с 7 лет, но изначально боялась брать эту роль из опасения, что она будет играть «абсолютную копию игры Дженнифер Эль», которой она глубоко восхищалась. Найтли считала, что Элизабет — это «то, к чему вы стремитесь: она забавная, остроумная и умная. Она полностью разносторонний и очень любимый персонаж». В тот период актриса изучала этикет, историю и танцы, но столкнулась с проблемой, когда сделала короткую стрижку, готовясь к своей роли в фильме об охотнике за головами «Домино».
Вебстер посчитала подбор актёров на роль Дарси особенно сложным из-за культового статуса персонажа и потому, что «Колин Фёрт отбрасывал очень длинную тень» в роли Дарси 1995 года. Позже Райт прокомментировал, что его выбор Найтли позволил ему взять на роль сравнительно неизвестного Мэттью Макфэдьена, что было бы невозможно, если бы он выбрал менее известную актрису на роль Элизабет Беннет. Макфэдьен в то время был известен по своей роли в британском шпионском сериале Призраки, но не имел международного признания. Будучи поклонником телевизионных работ актёра, Райт назвал Макфэдьена «настоящим мужественным мужчиной... Я не хотел актёра-симпатичного мальчика. Его характеристики были теми, которые, как я чувствовал, мне нужны [для Дарси]. Мэтью — большой красавец».
По словам Райта, Розамунд Пайк была выбрана на роль старшей сестры, «потому что [он] знал, что она не будет играть её как милого, простого человека. У Джейн настоящий внутренний мир, у нее разбито сердце». Несмотря на то, что он был бывшим парнем Пайк, Саймон Вудс был выбран на роль её романтического интереса, мистера Бингли. Остальных трёх сестёр Беннет сыграли Талула Райли, Кэри Маллиган и Джена Мэлоун, единственная американская актриса среди них. Райт считал, что у Мэлоун «довольно безупречный английский акцент». Маллиган услышала о кастинге на ужине, устроенном Джулианом Феллоузом, которому она написала письмо после того, как не смогла поступить в театральную школу; она получила роль после трёх прослушиваний. Тамзин Мерчант появляется в роли Джорджианы Дарси; её наняли, несмотря на отсутствие предыдущего актёрского опыта, после того, как она написала письмо директору по кастингу. Помимо Мерчанта, «Гордость и предубеждение» был дебютом в полнометражном фильме как Маллиган, так и Райли.
Дональд Сазерленд напомнил Райту его собственного отца и был выбран на роль патриарха Беннета; Райт считал, что у актёра есть «сила справиться с этими шестью женщинами». Бренда Блетин была нанята на роль миссис Беннет, которую Моггак считал невоспетой героиней фильма; Райт объяснил, что это была «сложная роль [для исполнения], так как она может быть очень раздражающей; вы хотите, чтобы она перестала болтать и визжать. Но у Бренды есть чувство юмора и сердце, чтобы показать, сколько любви и заботы миссис Беннет испытывает к своим дочерям». Райт убедил опытную актрису Джуди Денч присоединиться к актёрскому составу в роли леди Кэтрин де Бург, написав ей письмо, в котором говорилось: «Мне нравится, когда ты играешь стерву. Пожалуйста, приходи и стань стервой для меня». У Денч была всего одна неделя, доступная для съёмок её сцен, что заставило Райта сделать их своими первыми съёмочными днями.
Из-за созданного Колином Фёртом эталонного образа мистера Дарси в телесериале 1995 года поиски актёра на эту роль длились около восьми месяцев. Прежде чем был утверждён Мэттью МакФейден, прослушивание прошли более сотни кандидатов.

### Кинематография
Оператор Роман Осин нарушил многие условности той эпохи, часто проникая сквозь гламурные декорации, чтобы сосредоточиться на человечности персонажей. Он заставлял камеру двигаться во многих сценах, хотя почти каждый кадр был бы запоминающимся даже в неподвижном виде, наполненным насыщенным цветом и светом, как в помещениях, так и на открытом воздухе. В сцене, в которой Дарси провожает Лиззи в карету, он берет ее за руку, а затем, уходя, показан на мгновение сжимающим пальцы, а затем разжимающим их, что стало печально известным как «сгибание рук». Следует отметить расширенный «комбинезонный» кадр, в котором камера плавно перемещается между персонажами и комнатами во время бала в Незерфилде, чтобы показать напряженные эмоции и смятение, которые наложились на изящную и уравновешенную обстановку.

### Дизайн костюмов
Известная своей отмеченной наградой BAFTA работой над фильмом 2004 года Вера Дрейк, Жаклин Дюрран была нанята в качестве художника по костюмам. Они с Райтом подошли к фильму «как к сложной задаче» из-за их желания отличить его от телевизионной адаптации. Из-за неприязни Райта к высокой талии Дюрран сосредоточилась на моде позднего восемнадцатого века, которая часто включала в себя корсетную естественную талию, а не силуэт ампир (который стал популярным после 1790-х годов). Было установлено разделение поколений: персонажи постарше одеваются по моде середины восемнадцатого века, в то время как молодые носят «своего рода прото-Регентский стиль прически и одежды».
Костюмы Дюрран также помогли подчеркнуть социальный статус между разными персонажами; Кэролайн Бингли, например, представлена в платье силуэта ампир, одежде, которая тогда была на пике моды. Во время своего интервью Дюрран высказала мнение, что все женщины на балу в Незерфилде носят белое из-за его популярности в наше время, и Райт считает эту идею причиной, по которой он нанял её. Костюмы и причёски были скорректированы, чтобы понравиться современной аудитории, в ущерб исторической точности.
Чтобы помочь отличить сестёр Беннет, Дюрран рассматривала Элизабет как «пацанку», одевая её в землистые цвета из-за её любви к сельской местности. Что касается других сестер, Дюрран заметил: «Джейн была самой утонченной, и всё же всё это немного небрежно и самодельно, потому что у Беннетов нет денег. Одной из главных вещей, которую хотел Джо, было то, чтобы все это имело провинциальный вид. Мэри — синий чулок: серьёзная и практичная. А Лидия и Китти немного Твидлдум и Твидлди в подростковом смысле. Я постарался сделать так, чтобы они были своего рода зеркальными отражениями. Если одна носит зелёное платье, другая будет носить зелёную куртку; так что у вас всегда есть визуальная асимметрия между ними». В отличие от фильма 1940 года, постановка 2005 года показала сестёр Беннет в поношенных, но удобных платьях.
Костюм мистера Дарси прошёл через ряд фаз. Дюрран отметил: «В первый раз мы видим его в Меритоне [sic], где на нем очень жёстко сшитый пиджак, и он довольно сдержан и строг. Он остаётся в этой жёсткой форме в течение первой части фильма. К тому времени, как мы доходим до предложения, которое идёт не так под дождем, мы переходим к похожему крою, но гораздо более мягкой ткани. А затем позже у него совершенно другой крой пальто, без подкладки, и он носит его расстёгнутым. N-ная степень — это он идёт сквозь туман утром, полностью раздетый по стандартам 18-го века. Это совершенно маловероятно, но тогда Лиззи в своей ночной рубашке, так что что вы можете сказать?»

### Съёмки
Моггач считала, что роман вполне пригоден для экранизации, «несмотря на то, что он не содержит описаний и является очень невизуальной книгой». По мнению Райта, многие другие исторические фильмы опирались на картины для вдохновения, а не на фотографии, из-за чего они казались нереальными. Таким образом, он использовал «прозу Остин [чтобы дать ему] множество визуальных ссылок для людей в истории», включая использование крупных планов различных персонажей. Создатели фильма также изменили несколько сцен на более романтические места, чем в книге. Например, в фильме Дарси впервые делает предложение на открытом воздухе во время ливня в здании с неоклассической архитектурой; в книге эта сцена происходит внутри приходского дома. В фильме его второе предложение происходит на туманных пустошах, когда занимается рассвет; в книге он и Элизабет идут по сельской дороге средь бела дня. Райт признал, что «существует множество штампов фильмов того времени; некоторые из них есть в фильме, а некоторые нет, но для меня было важно подвергнуть их сомнению».
Во время разработки сценария команда создавала «постоянные переходы между сценарием и местом действия». Фильм был полностью снят на натуре в Англии по 11-недельному графику летом 2004 года. Сопродюсер Пол Вебстер отметил, что «довольно необычно, чтобы фильм такого масштаба снимался полностью на натуре. Часть идеи Джо [Райта] заключалась в том, чтобы попытаться создать реальность, которая позволяет актёрам расслабиться и почувствовать себя единым целым с окружающей средой». Работая под руководством художника-постановщика Сары Гринвуд и декоратора Кэти Спенсер, команда снимала в семи поместьях в шести разных графствах. Поскольку «в Соединённом Королевстве нет ничего, что не было бы тронуто двадцать первым веком», многие из мест требовали значительной работы, чтобы сделать их пригодными для съёмок. Компания визуальных эффектов Double Negative провела цифровую реставрацию нескольких локаций, чтобы сделать их современными; они уничтожили сорняки, улучшили позолоту на оконных рамах и удалили анахронизмы, такие как гравийные подъездные пути и электрические столбы. Double Negative также разработала шрифт, используемый для заставки фильма.
Производственный персонал выбрал особенно величественные резиденции, чтобы лучше передать богатство и власть определенных персонажей. Локации включали Чатсуорт-хаус в Дербишире, крупнейший частный загородный дом в Англии с его впечатляющими комнатами, расписанными фресками Антонио Веррио. Часто считается, что Чатсуорт-хаус был источником вдохновения для Остин при создании резиденции Дарси. Чатсуорт и Уилтон-хаус в Солсбери заменили Пемберли. После поиска различных мест в Англии, для Longbourn был выбран особняк Groombridge Place в Кенте. Менеджер по локациям Адам Ричардс считал, что Грумбридж обладал «огромным очарованием», которое «не было тронуто развитием после 17 века». Отражая выбор Райта в пользу реализма, интерьер Грумбриджа был спроектирован в стиле «Шебби-шик». Представляя парк Незерфилд, был построен в конце 18 века в парке Базилдон в Беркшире, что привело к его закрытию на семь недель, чтобы дать время для съёмок. Берли-хаус в Кембриджшире заменял Розингс, в то время как соседний город Стэмфорд служил Меритоном. Другие локации включали Хэддон-холл (для The Inn at Lambton), храм Аполлона и Палладианский мост в Стаурхеде (для садов Розингса), Хансфорд (для приходского дома и церкви Коллинза) и Пик-Дистрикт (для тура Элизабет и Гардинеров). Первые танцевальные сцены снимались на съёмочной площадке картофельного склада в Линкольншире с привлечением местных жителей в качестве статистов; это была единственная декорация, построенная съёмочной группой, которая ещё не существовала.

### Музыка
Итальянский композитор Дарио Марианелли написал музыку к фильму. Саундтрек исполняет французский пианист Жан-Ив Тибоде в сопровождении Английского камерного оркестра.
Ранние фортепианные сонаты Людвига ван Бетховена «стали точкой отсчета» и «отправной точкой» для оригинальной партитуры. Некоторые произведения были вдохновлены периодом фильма, с предположением, что они могли быть услышаны в то время и содержали настоящие танцевальные реплики, которые подходили для конца восемнадцатого века. Произведения, которые исполняют актёры, были написаны первыми, до начала съёмок.
В конечном итоге саундтрек содержал семнадцать инструментальных дорожек музыки, организованных иначе, чем в фильме.

### Монтаж
В отличие от пятичасовой адаптации BBC, Райт сжал свой фильм до двух часов и девяти минут экранного времени. Он заметил, что фильм «очевидно об Элизабет и Дарси, о том, как они следуют за ними, и все, что отвлекает или отвлекает вас от этой истории, — это то, что вам придется вырезать». Некоторые из наиболее заметных изменений по сравнению с оригинальной книгой включают сжатие времени нескольких основных сцен, включая отъезд Уикхема и ополчения, визит Элизабет в Розингс-парк и приходской дом Хансфорда, визит Элизабет в Пемберли, побег Лидии и последующий кризис; исключение нескольких второстепенных персонажей, включая мистера и миссис Херст, мистера и миссис Филлипс, леди и Марию Лукас, миссис Юнг, нескольких друзей Лидии (включая полковника и миссис Форстер) и различных военных офицеров и горожан; и исключение нескольких разделов, в которых персонажи размышляют или беседуют о событиях, которые недавно произошли, — например, изменение мнения Элизабет на протяжении всей главы после прочтения письма Дарси.
Моггач и Райт обсуждали, как закончить фильм, но знали, что не хотят иметь сцену свадьбы, «потому что мы не хотели, чтобы Элизабет выглядела как девушка, которая стала королевой на этой роскошной свадьбе, или чтобы это было банально». Незадолго до североамериканского релиза фильм был изменён, чтобы включить финальную сцену (не в романе) женатой четы Дарси, наслаждающейся романтическим вечером и страстным поцелуем в Пемберли i в попытке привлечь сентиментальных зрителей; это стало источником жалоб для Общества Джейн Остин Северной Америки (JASNA). Посмотрев предварительный просмотр фильма перед его широким релизом, бывший президент JASNA Эльза Солендер прокомментировала: «В нём нет ничего от Джейн Остин, он не соответствует первым двум третям фильма, оскорбляет зрителей своей банальностью и должен быть вырезан перед релизом». Он был удалён из британской версии после того, как зрители предпросмотра сочли его непреднамеренно юмористическим; однако, более поздние зрители жаловались, что их исключили из просмотра этой версии, в результате чего фильм был повторно выпущен в Великобритании и Ирландии через 10 недель после первоначальной даты премьеры в Великобритании. Оригинальная британская версия заканчивалась благословением мистера Беннета на союз Элизабет и Дарси, таким образом обходя последнюю главу романа, в которой подводится итог жизни Дарси и других главных героев за последующие несколько лет.

## Основные темы и анализ

### Романтизм и реализм
Исследователи кино, литературы и творчества Остин отметили появление романтики и романтизма в Гордости и предубеждении, особенно по сравнению с предыдущими экранизациями. Сара Эйлвуд охарактеризовала фильм как «по сути романтическую интерпретацию романа Остин», приведя в качестве доказательства внимание Райта к природе как способу «позиционировать Элизабет и Дарси как романтические фигуры... В «Гордости и предубеждении» Райта в качестве центрального фокуса рассматривается интерес Остин к исследованию природы романтического «я» и возможностей для женщин и мужчин достичь индивидуальной самореализации в рамках гнетущего патриархального социального и экономического порядка». Аналогичным образом, Кэтрин Стюарт-Бир из Оксфордского университета Брукса назвала присутствие Элизабет на дербиширском утёсе «потрясающим, магическим воплощением сильного стилистического бренда постмодернистского романтизма Райта», но нашла это менее похожим на Остин и более напоминающим Грозовой перевал Эмили Бронте. В своём анализе ученый из Университета Прованса Лидия Мартин пришла к выводу, что «романтический уклон фильма проявляется через изменения в отношениях персонажей, саундтреке и трактовке ландшафта».
Реализм является важным аспектом фильма, тема, подтвержденная Райтом в интервью, а также в аудиокомментариях на DVD. В статье 2007 года профессор киноведения колледжа Урсинус Кэрол Доул утверждала, что «Гордость и предубеждение» — это «гибрид, который охватывает как непочтительный реализм, к которому привыкла молодая аудитория (и который отражает реалистическую эстетику режиссёра), так и почтение классического фильма о наследии к загородным домам, привлекательным ландшафтам и подлинным деталям эпохи». Такой «непочтительный реализм» включал изображение Лонгборна как работающей фермы с курами, крупным рогатым скотом и свиньями; как объясняет Доул, «сельскохозяйственные реалии Англии 1790-х годов в равной степени очевидны в закрытом дворе с амбаром и сеном, где Лиззи качается босиком по грязи на качелях». Ссылаясь на недавние адаптации, такие как суровый Мэнсфилд-парк 1999 года, Доул привел «Гордость и предубеждение» в качестве доказательства того, что фильм о культурном наследии все еще актуален, но «преобразовался в более гибкий жанр». Джессика Дурган согласилась с этой оценкой, написав, что фильм «одновременно отвергает и принимает культурное наследие, чтобы привлечь более широкую аудиторию».

### Семья
Выросшая с тремя сёстрами, Моггач особенно интересовалась семейной динамикой истории. Профессор Университета Брока Барбара К. Сибер считала, что в отличие от романа, адаптация 2005 года делает акцент на семейных отношениях, а не на романтических. Доказательством этого может служить то, как Гордость и предубеждение «значительно переосмыслили семью Беннетов, в частности, её патриарха, представив мистера Беннета как чувствительного и доброго отца, чья роль в несчастьях семьи постоянно преуменьшается». Сибер далее заметил, что фильм «первый, представляющий миссис Беннет в сочувственном свете», а мистер Беннет показан как «внимательный муж, а также любящий отец».
Стелли Б. Палмер, исследователь творчества Стюарт-Бир и Остин, отметила изменения в изображении семьи Беннетов; Стюарт-Бир заметила, что, хотя их семейный дом «может быть хаотичным, в этой версии он, в глубине души, счастливый дом — гораздо счастливее и гораздо менее дисфункционален, чем оригинальная версия Лонгборна Остин... Во-первых, мистер и миссис Беннет, похоже, на самом деле нравятся друг другу, даже любят друг друга, что является характеристикой, которая далека от источника текст». Продюсер Пол Уэбстер признал семейную тему в короткометражке на DVD «Портрет семьи Беннет», отметив: «Да, это прекрасная история любви между Элизабет Беннет и Фицуильямом Дарси, но в основе всего этого лежит та любовь, которая управляет этой семьёй».

### Изображение Элизабет Беннет
Райт хотел, чтобы фильм был «максимально субъективным», снятым с точки зрения Элизабет; зрители впервые видят Дарси, когда она это делает. Этот акцент на Элизабет демонстрирует некоторые драматические изменения по сравнению с романом. Элизабет Найтли имеет «все более отчужденные и эмоционально далекие» отношения со своей семьёй. Свидетельством этого может служить постепенное отчуждение Элизабет от Джейн по мере развития фильма; это контрастирует с книгой, где Элизабет больше доверяет свои чувства Джейн после трудных событий. Райт хотел создать «настоящие» отношения между двумя сёстрами и заставить их отдалиться друг от друга, так как он считал, что книга изображает их слишком «сиропными». Моггак хотел, чтобы Элизабет «хранила секреты при себе. Они для нее большая обуза... Пока она хранит все это при себе, мы все больше и больше сочувствуем ей. Самая настоящая комедия, я считаю, рождается из боли».
В её «дерзких, страстных» взаимодействиях с Дарси и «мятежном отказе „играть“» для леди Кэтрин Стюарт-Бир видит изображение Найтли как «далекое от оригинальной Элизабет Остин, у которой большее чувство приземленной зрелости, хотя обе Элизабет время от времени склонны к волнению, веселью и хихиканью». По словам профессора Университета Джорджа Вашингтона Лори Каплан, в то время как внимание Райта к Элизабет соответствует роману, сценарий удалил её линию самопознания: «До этого момента, Я никогда не знала себя». Каплан характеризует это предложение как «самое важное» для Элизабет и считает, что его удаление «нарушает не только дух и суть истории Остин, но и ожидания зрителя».

## Выпуск

### Маркетинг
После серии полуадаптаций романов Джейн Остин в конце 1990-х и начале 2000-х годов Гордость и предубеждение позиционировался как способ вернуть зрителей «в мир исторической драмы и того, что многие считали более аутентичной версией Остин». Хотя роман был известен зрителям, большое количество связанных с ним постановок требовало, чтобы фильм выделялся. Он был рекламирован для привлечения основной массы молодых зрителей, и один наблюдатель назвал его «идеальным женским романом» и «более коммерческим, чем предыдущие экранизации произведений Остин». Другой написал, что фильм приносит «миллениальное девичество в мегаплекс... Если Лиззи Эле — любимая независимая, даже «зрелая» героиня Остин для всех сорока или пятидесятилетних, то Найтли — секс-бомба для всех двадцатилетних». Амперсанд заменил слово «и» в названии фильма, как в постмодернистском фильме 1996 года Ромео + Джульетта.
Уже будучи звездой на момент выхода, появление Найтли в фильме подчеркивалось её изображением во всех рекламных материалах (аналогично яркому появлению Колина Ферта в адаптации 1995 года). Несколько комментаторов сравнили главный постер Гордости и предубеждения с постером Разума и чувств 1995 года, что было воспринято как попытка привлечь ту же демографическую группу. Реклама отметила, что фильм был «от продюсеров «Дневника Бриджит Джонс, романтической комедии 2001 года, прежде чем упомянуть Остин. В преддверии релиза фанатам было разрешено загружать картинки и заставки онлайн, которые подчеркивали различия между Гордостью и предубеждением и предыдущими адаптациями. Лидия Мартин написала, что в отличие от прошлых постановок Гордости и предубеждения, маркетинговые материалы преуменьшали «предполагаемый антагонизм между героями» в пользу подчеркивания «романтичных отношений», что можно увидеть в позиционировании персонажей, а также в слогане: «Иногда последний человек на земле, с которым ты хочешь быть, — это тот, без которого ты не можешь быть».

### Кассовые сборы
11 сентября 2005 года Гордость и предубеждение впервые показали на Международном кинофестивале в Торонто в качестве специальной гала-презентации. Фильм вышел в кинотеатрах 16 сентября в Великобритании и Ирландии. Он занял первое место в первую неделю, заработав 2,5 миллиона фунтов стерлингов (4,6 миллиона долларов США) при показе на 397 экранах. Фильм оставался на вершине ещё две недели, заработав к тому времени в общей сложности более 9 миллионов фунтов стерлингов в прокате Великобритании. Он был показан на 412 экранах в своём самом широком отечественном прокате.
11 ноября 2005 года фильм дебютировал в США, собрав в первый уикенд 2,9 миллиона долларов США на 215 экранах. Две недели спустя он был показан на 1299 экранах, а кассовые сборы увеличились до 7,2 миллиона долларов США; фильм вышел в прокат на неделе 24 февраля 2006 года с общими сборами в США в размере 38 405 088 долларов. Джек Фоули, президент по дистрибуции Focus Features, американского дистрибьютора фильма, приписал успех Гордости и предубеждения в Америке привлекательности Остин для «рынка бумеров» и её статусу известного «бренда».
Фильм Гордость и предубеждение был выпущен в пятидесяти девяти странах в период с сентября 2005 года по май 2006 года компанией United International Pictures. С мировыми сборами в размере 121 147 947 долларов он стал 72-м самым кассовым фильмом 2005 года в США и 41-м самым кассовым фильмом в мире.

### Домашние медиа
В США и Великобритании Universal Studios Home Entertainment выпустила стандартные VHS и DVD в феврале 2006 года как для широкоэкранного, так и для полнокадрового формата; прилагаемые бонусные материалы включали аудиокомментарии режиссёра Джо Райта, взгляд на жизнь Остин и финальную сцену поцелуя Элизабет и Дарси . 13 ноября 2007 года Universal выпустила подарочное издание DVD, совпавшее с выходом в кинотеатрах фильма Райта 2007 года «Искупление». В подарочное издание вошли как широкоэкранные, так и полноэкранные материалы, оригинальный саундтрек на CD, коллекционная книга и буклет, а также ряд специальных материалов, не вошедших в оригинальный DVD. В США Blu-ray-версия фильма была выпущена Universal 26 января 2010 года, которая также содержала бонусные материалы.

### Перевыпуск 2025 года
В честь 20-летия фильм был перевыпущен 18 апреля 2025 года. Перевыпуск собрал 5 миллионов долларов за вторые выходные.

## Награды и номинации
Полный перечень наград и номинаций — на сайте IMDB.
| Премия         | Категория                                 | Имя                        | Результат |
| -------------- | ----------------------------------------- | -------------------------- | --------- |
| Оскар          | Лучшая женская роль                       | Кира Найтли                | Номинация |
| Оскар          | Лучшая музыка к фильму                    | Дарио Марианелли           | Номинация |
| Оскар          | Лучшая работа художника-постановщика      | Сара Гринвуд, Кэти Спенсер | Номинация |
| Оскар          | Лучший дизайн костюмов                    | Жаклин Дюрран              | Номинация |
| Золотой глобус | Лучший фильм — комедия или мюзикл         |                            | Номинация |
| Золотой глобус | Лучшая женская роль в комедии или мюзикле | Кира Найтли                | Номинация |
| BAFTA          | Выдающийся британский фильм года          |                            | Номинация |
| BAFTA          | Лучшая женская роль второго плана         | Бренда Блетин              | Номинация |
| BAFTA          | Самый многообещающий дебютант             | Джо Райт                   | Победа    |
| BAFTA          | Лучший адаптированный сценарий            | Дебора Моггак              | Номинация |
| BAFTA          | Лучший дизайн костюмов                    | Жаклин Дюрран              | Номинация |
| BAFTA          | Лучший грим                               | Фэй Хэммонд                | Номинация |